# Кряжевський
Кряжевськи́й (рос. Кряжевской) — селище у складі Верхньокамського району Кіровської області, Росія. Входить до складу Кайського сільського поселення.
Населення становить 34 особи (2010, 64 у 2002).
Національний склад станом на 2002 рік — росіяни 86 %.